# Auriol (Bouches-du-Rhône)
 (novembre 2023).
Pour les articles homonymes, voir Auriol.
Ne doit pas être confondu avec Loriol.
Auriol est une commune provençale située dans le département des Bouches-du-Rhône, en région Provence-Alpes-Côte d'Azur. Elle est jumelée depuis le 11 décembre 2010 avec la commune italienne de Castelnuovo Rangone.

## Géographie

### Localisation
La commune d'Auriol est située à l'extrémité Est du département des Bouches-du-Rhône, entre les massifs de la Sainte-Baume (au sud) et du Regagnas (au nord), à une altitude comprise entre 170 mètres (confluent de l'Huveaune du Merlançon, à Pont-de-Joux) et 937 mètres (sommet de Roque-Fourcade).
Marseille est à 25 kilomètres au sud-sud-ouest ; Aix-en-Provence à 25 kilomètres au nord-nord-ouest.
| La Bouilladisse | Trets   | Saint-Zacharie           |
| La Destrousse   | Auriol  | Saint-Zacharie           |
| Roquevaire      | Gémenos | Plan-d'Aups-Sainte-Baume |

### Climat
Pour des articles plus généraux, voir Climat de Provence-Alpes-Côte d'Azur et Climat des Bouches-du-Rhône.
En 2010, le climat de la commune est de type climat méditerranéen franc, selon une étude du Centre national de la recherche scientifique s'appuyant sur une série de données couvrant la période 1971-2000. En 2020, Météo-France publie une typologie des climats de la France métropolitaine dans laquelle la commune est exposée à un climat méditerranéen et est dans la région climatique  Provence, Languedoc-Roussillon, caractérisée par une pluviométrie faible en été, un très bon ensoleillement (2 600 h/an), un été chaud (21,5 °C), un air très sec en été, sec en toutes saisons, des vents forts (fréquence de 40 à 50 % de vents > 5 m/s) et peu de brouillards. 
Pour la période 1971-2000, la température annuelle moyenne est de 14 °C, avec une amplitude thermique annuelle de 16,2 °C. Le cumul annuel moyen de précipitations est de 659 mm, avec 6,6 jours de précipitations en janvier et 1,8 jours en juillet. Pour la période 1991-2020, la température moyenne annuelle observée sur la station météorologique de Météo-France la plus proche, « La Destrousse_sapc », sur la commune de La Destrousse à 2 km à vol d'oiseau, est de 14,5 °C et le cumul annuel moyen de précipitations est de 716,4 mm. 
La température maximale relevée sur cette station est de 43,1 °C, atteinte le 28 juin 2019 ; la température minimale est de −13,2 °C, atteinte le 11 février 2012,,. 
| Mois                                  | jan.          | fév.           | mars          | avril         | mai         | juin          | jui.          | août          | sep.          | oct.          | nov.          | déc.          | année      |
| ------------------------------------- | ------------- | -------------- | ------------- | ------------- | ----------- | ------------- | ------------- | ------------- | ------------- | ------------- | ------------- | ------------- | ---------- |
| Température minimale moyenne (°C)     | 1,2           | 0,7            | 3,3           | 6,3           | 9,6         | 13,5          | 15,9          | 15,3          | 12,4          | 9,2           | 5,2           | 1,9           | 7,9        |
| Température moyenne (°C)              | 6,6           | 6,9            | 9,8           | 13,1          | 16,7        | 21            | 23,7          | 23,4          | 19,6          | 15,4          | 10,6          | 7,3           | 14,5       |
| Température maximale moyenne (°C)     | 12            | 13             | 16,4          | 19,8          | 23,8        | 28,6          | 31,6          | 31,4          | 26,8          | 21,7          | 16,1          | 12,8          | 21,2       |
| Record de froid (°C) date du record   | −8,5 17.01.17 | −13,2 11.02.12 | −5,4 16.03.13 | −4,1 08.04.21 | 1 07.05.19  | 6,6 13.06.19  | 9,8 15.07.16  | 8,5 18.08.14  | 3,8 21.09.17  | −1,9 22.10.07 | −6 18.11.07   | −6,6 21.12.09 | −13,2 2012 |
| Record de chaleur (°C) date du record | 21,8 28.01.08 | 22,4 24.02.20  | 25,3 30.03.12 | 28,4 21.04.18 | 35 23.05.09 | 43,1 28.06.19 | 39,1 31.07.17 | 40,1 23.08.23 | 35,8 04.09.23 | 30,9 08.10.23 | 24,6 01.11.22 | 22,2 30.12.21 | 43,1 2019  |
| Précipitations (mm)                   | 60,6          | 45,5           | 53,6          | 64,1          | 52,5        | 53,6          | 17,8          | 25,8          | 57            | 99,5          | 111,7         | 74,7          | 716,4      |

| Diagramme climatique                                  |           |             |             |             |              |              |              |            |             |              |             |
| J                                                     | F         | M           | A           | M           | J            | J            | A            | S          | O           | N            | D           |
| 121,260,6                                             | 130,745,5 | 16,43,353,6 | 19,86,364,1 | 23,89,652,5 | 28,613,553,6 | 31,615,917,8 | 31,415,325,8 | 26,812,457 | 21,79,299,5 | 16,15,2111,7 | 12,81,974,7 |
| Moyennes : • Temp. maxi et mini °C • Précipitation mm |           |             |             |             |              |              |              |            |             |              |             |

Les paramètres climatiques de la commune ont été estimés pour le milieu du siècle (2041-2070) selon différents scénarios d'émission de gaz à effet de serre à partir des nouvelles projections climatiques de référence DRIAS-2020. Ils sont consultables sur un site dédié publié par Météo-France en novembre 2022.

### Hydrographie

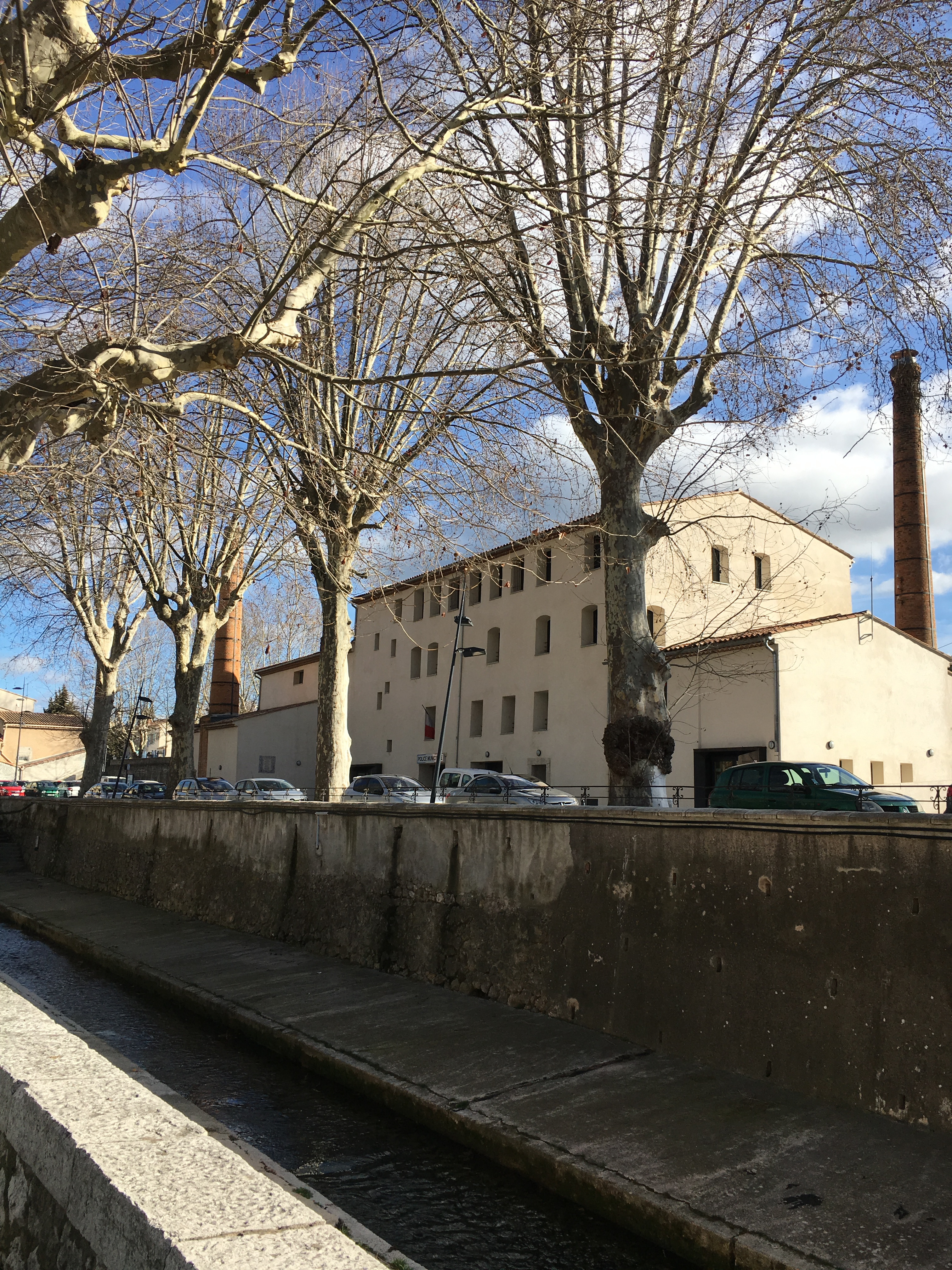
L'ancien moulin Plumier.

L'Huveaune, fleuve côtier qui draine les eaux du versant nord de la Sainte-Baume, traverse la commune d'est en ouest, dans une plaine assez large au sol riche, où se concentrent les habitations et les activités de la commune, ce qui contraste avec le cours du fleuve en amont et en aval, très encaissé. Cette ressource en eau a été décisive dans le développement d'activités artisanales aux siècles précédents mais aujourd'hui disparues tels que moulins, scieries, filature ou minoteries.
Son principal affluent, le ruisseau de Vède, rassemble plusieurs sources des pentes de Roque-Fourcade, dont certaines épisodiques (source des Brayes, de Tolon, des Encanaux, de l'Infernet) et se jette dans l'Huveaune à l'entrée du bourg.
Le Merlançon longe la limite ouest de la commune, du Maltrait à Pont-de-Joux, où il conflue avec l'Huveaune.
La branche Marseille-est du canal de Provence traverse la zone nord de la commune en souterrain. Plusieurs installations techniques associées se situent à Saint-Barthélemy (brise-charge, fenêtre) et au-dessus du Maltrait (puits).

## Urbanisme

### Typologie
Au 1er janvier 2024, Auriol est catégorisée ceinture urbaine, selon la nouvelle grille communale de densité à 7 niveaux définie par l'Insee en 2022.
Elle appartient à l'unité urbaine de Marseille-Aix-en-Provence, une agglomération inter-départementale dont elle est une commune de la banlieue,. Par ailleurs la commune fait partie de l'aire d'attraction de Marseille - Aix-en-Provence, dont elle est une commune de la couronne,. Cette aire, qui regroupe 115 communes, est catégorisée dans les aires de 700 000 habitants ou plus (hors Paris),.

### Occupation des sols
L'occupation des sols de la commune, telle qu'elle ressort de la base de données européenne d’occupation biophysique des sols Corine Land Cover (CLC), est marquée par l'importance des forêts et milieux semi-naturels (68,7 % en 2018), une proportion sensiblement équivalente à celle de 1990 (68,5 %). La répartition détaillée en 2018 est la suivante : 
forêts (48,3 %), milieux à végétation arbustive et/ou herbacée (19,3 %), zones urbanisées (16,5 %), cultures permanentes (8,4 %), zones agricoles hétérogènes (5,8 %), espaces ouverts, sans ou avec peu de végétation (1,2 %), zones industrielles ou commerciales et réseaux de communication (0,6 %). L'évolution de l’occupation des sols de la commune et de ses infrastructures peut être observée sur les différentes représentations cartographiques du territoire : la carte de Cassini (XVIIIe siècle), la carte d'état-major (1820-1866) et les cartes ou photos aériennes de l'IGN pour la période actuelle (1950 à aujourd'hui).

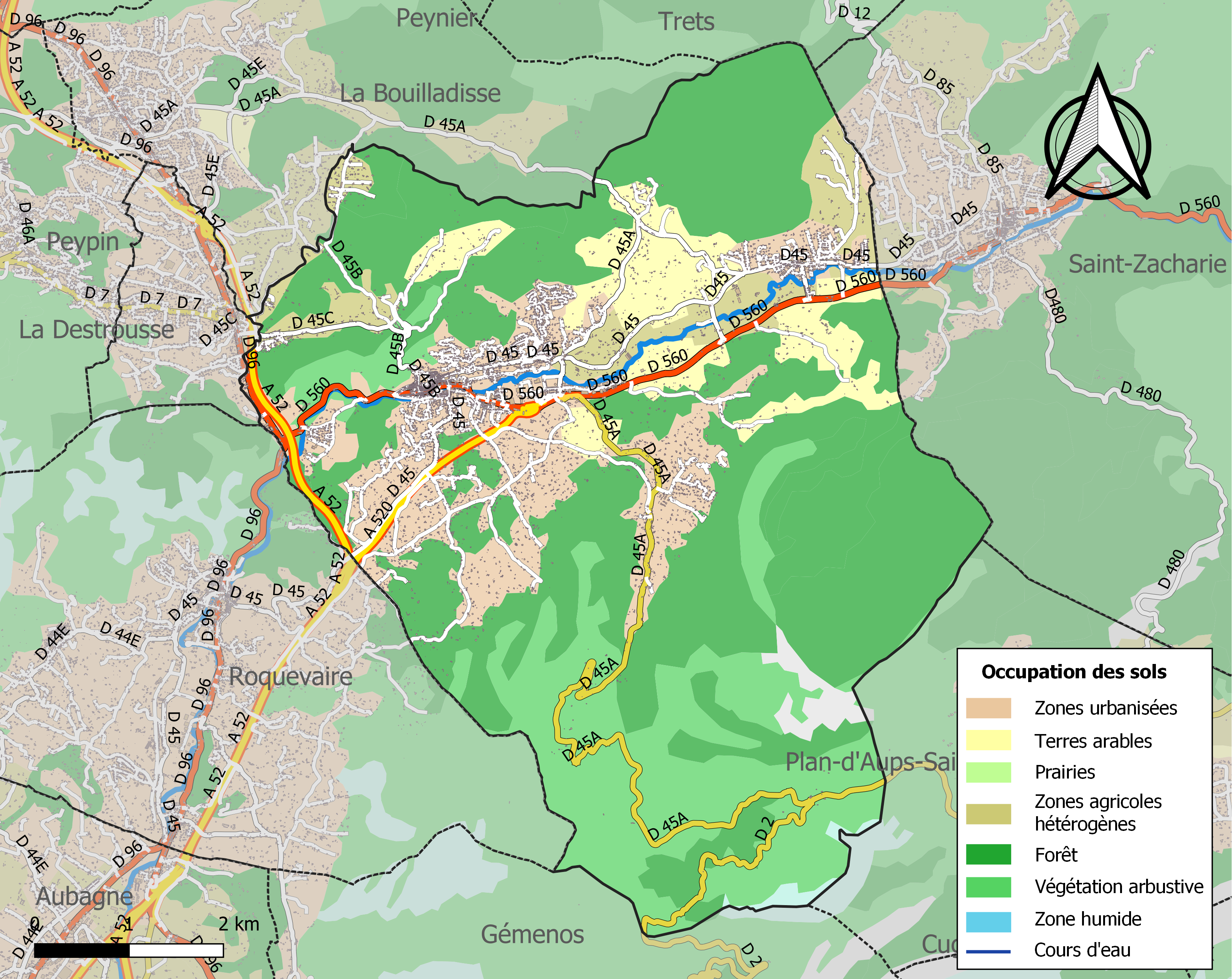
Carte des infrastructures et de l'occupation des sols de la commune en 2018 (CLC).

### Voies de communications et transports
Auriol est traversée d'ouest en est par l'ancienne route nationale 560 reliant la vallée de l'Huveaune à l'intérieur du département du Var. La bretelle autoroutière A520 permet un accès direct depuis ou vers Marseille et Toulon. L'échangeur de la Bouilladisse sur l'autoroute A52 donne accès à l'autoroute A8, donc à Aix-en-Provence et à Nice.
D'Auriol à Saint-Zacharie, la D 560 est doublée par la D 45, qui passe à Saint-Pierre et à Moulin de Redon. La D 45a relie Auriol (Saint-Pierre) d'une part à la Bouilladisse par l'intérieur, d'autre part à Plan-d'Aups-Sainte-Baume par le vallon de Vède. La  D 45e relie le bourg au Maltrait par Saint-Barthélemy.
Les lignes 8 et 9 des « Bus de l'Agglo » relient Aubagne à Saint-Zacharie par Auriol. Des renforts scolaires existent entre Aubagne et Auriol (8S). La ligne 5 passe au Pont-de-Joux.
L'ancienne ligne de chemin de fer reliant Aubagne à Fuveau, actuellement abandonnée, possédait une gare nommée Auriol - Saint-Zacharie, à Pont-de-Joux. La remise en service de la ligne est réclamée depuis longtemps par les riverains. La communauté d'agglomération du pays d'Aubagne et de l'Étoile envisage de la rouvrir jusqu'à la Bouilladisse, pour y faire circuler un tramway à voie unique.

## Toponymie
Attestée sous la forme villa Auriolo en 984.
Cette forme ancienne est dérivée de aureolus, qui désigne le loriot en latin,.
Le nom de la commune en provençal est Auruou en graphie mistralienne (phonétique), et Auriòu en graphie classique.

## Histoire

### Préhistoire
Nombreuses grottes (grotte des Infernets, grotte des Morts) dans la vallée du Vède et abris dans les tufs de Pont-de-Joux (sépultures, haches du Néolithique, crânes)[réf. nécessaire].

### Antiquité
Absorption des Ligures par les Celtes (Celto-ligures). Nombreux oppidums dont l'oppidum du Baou Redon et l'oppidum du Baou Rouge.
Installation des Phocéens à partir du VIe siècle av. J.-C. (trésor d'Auriol) et des Romains à partir du IIe siècle av. J.-C. (bataille de l'Arc : victoire de Marius sur les Teutons à Campus Putridi ; prise de Marseille par Jules César en 49 av. J.-C.).
Site paléochrétien de Saint-Pierre d'Auriol (autel paléochrétien au chrisme et douze colombes, église à crypte, reliques de saint Victor, culte de Cassien, Marie-Madeleine).

### Moyen Âge
Isnard de Mauconseil (? - ap. 1395), damoiseau, originaire d'Aix et coseigneur d'Auriol, fut également en 1378 châtelain de Mison.
La mort de la reine Jeanne Ire ouvre une crise de succession à la tête du comté de Provence, les villes de l’Union d'Aix (1382-1387) soutenant Charles de Duras contre Louis Ier d'Anjou. La communauté d’Auriol, initialement carliste, est confisquée ou conquise par les troupes angevines au début de la guerre (avant 1385).

### Période moderne
Auriol est ravagé par la peste de 1576 à 1584. Le château est dévasté par le duc d'Epernon en 1593. Les armoiries du village datent de 1697.

### Période contemporaine
En juillet 1981, cette commune tranquille est le théâtre de la tristement célèbre tuerie d'Auriol, impliquant le service d'action civique (SAC), dans laquelle l'inspecteur de police Jacques Massié et toute sa famille sont massacrés.

## Politique et administration

### Tendances politiques et résultats
Élections municipales de 2020 :
- Maire sortant : Danièle Garcia (PS)
- 33 sièges à pourvoir au conseil municipal (population légale 2017 : 11 908 habitants)
- 1 siège à pourvoir au conseil communautaire (Métropole d'Aix-Marseille-Provence)

|                          |                          |                          |              |              |        |        |  |  |  |
| Tête de liste            | Tête de liste            | Liste                    | Premier tour | Premier tour | Sièges | Sièges |  |  |  |
| Tête de liste            | Tête de liste            | Liste                    | Voix         | %            | CM     | CC     |  |  |  |
|                          | Véronique Miquelly       | DVD                      | 2 474        | 63,19        | 27     | 1      |  |  |  |
| Auriol Ensemble          |                          |                          | 2 474        | 63,19        | 27     | 1      |  |  |  |
|                          | Daniel Rey               | DVC                      | 1 441        | 36,80        | 6      | 0      |  |  |  |
| Agir pour Auriol         |                          |                          | 1 441        | 36,80        | 6      | 0      |  |  |  |
|                          |                          |                          |              |              |        |        |  |  |  |
| Votes valides            | Votes valides            | Votes valides            | 3 915        | 96,03        |        |        |  |  |  |
| Votes blancs             | Votes blancs             | Votes blancs             | 105          | 2,58         |        |        |  |  |  |
| Votes nuls               | Votes nuls               | Votes nuls               | 57           | 1,40         |        |        |  |  |  |
| Total                    | Total                    | Total                    | 4 077        | 100          | 33     | 1      |  |  |  |
| Abstention               | Abstention               | Abstention               | 5 427        | 57,10        |        |        |  |  |  |
| Inscrits / participation | Inscrits / participation | Inscrits / participation | 9 504        | 42,90        |        |        |  |  |  |

### Liste des maires
| Période                                  | Période   | Identité             | Étiquette | Qualité                                                                                        |
| ---------------------------------------- | --------- | -------------------- | --------- | ---------------------------------------------------------------------------------------------- |
| Les données manquantes sont à compléter. |           |                      |           |                                                                                                |
| 1881                                     | mars 1888 | Pierre Mathieu       |           |                                                                                                |
| 1888                                     | mars 1891 | François Negrel      |           |                                                                                                |
| 1891                                     | mars 1891 | Pierre Mathieu       |           |                                                                                                |
| 1894                                     | mars 1900 | Timothée Ravel       |           |                                                                                                |
| 1900                                     | mars 1908 | Honoré Plumier       |           |                                                                                                |
| 1908                                     | mars 1928 | Adrien Charles       |           |                                                                                                |
| 1928                                     | mars 1928 | Jean-Baptiste Robert |           |                                                                                                |
| 1929                                     | mars 1935 | François Roubaud     |           |                                                                                                |
| 1941                                     | mars 1944 | François Roubaud     |           |                                                                                                |
| 1945                                     | mars 1954 | Marius Pascau        |           |                                                                                                |
| 1954                                     | mars 1965 | Adolphe Bonnet       |           |                                                                                                |
| 1965                                     | mars 1972 | Paul Feraud          |           |                                                                                                |
| 1973                                     | mars 2001 | Lucienne Martin      | PCF       |                                                                                                |
| mars 2001                                | mai 2020  | Danièle Garcia       | DVG       | Conseillère générale du canton de Roquevaire (2008-2015) Sénatrice des Bouches-du-Rhône (2020) |
| mai 2020                                 | En cours  | Véronique Miquelly   | DVD       |                                                                                                |

### Politique environnementale
La commune fait partiellement partie du nouveau parc naturel régional de la Sainte-Baume, créé par décret du 20 décembre 2017.

## Population et société

### Démographie
L'évolution du nombre d'habitants est connue à travers les recensements de la population effectués dans la commune depuis 1793. Pour les communes de plus de 10 000 habitants les recensements ont lieu chaque année à la suite d'une enquête par sondage auprès d'un échantillon d'adresses représentant 8 % de leurs logements, contrairement aux autres communes qui ont un recensement réel tous les cinq ans,.

En 2022, la commune comptait 12 986 habitants, en évolution de +13,74 % par rapport à 2016 (Bouches-du-Rhône : +2,48 %, France hors Mayotte : +2,11 %).
| 1793  | 1800  | 1806  | 1821  | 1831  | 1836  | 1841  | 1846  | 1851  |
| ----- | ----- | ----- | ----- | ----- | ----- | ----- | ----- | ----- |
| 3 672 | 3 627 | 3 930 | 4 857 | 5 320 | 5 319 | 5 105 | 5 132 | 5 223 |

| 1856  | 1861  | 1866  | 1872  | 1876  | 1881  | 1886  | 1891  | 1896  |
| ----- | ----- | ----- | ----- | ----- | ----- | ----- | ----- | ----- |
| 5 107 | 5 047 | 5 182 | 4 804 | 4 692 | 2 942 | 2 753 | 2 685 | 2 640 |

| 1901  | 1906  | 1911  | 1921  | 1926  | 1931  | 1936  | 1946  | 1954  |
| ----- | ----- | ----- | ----- | ----- | ----- | ----- | ----- | ----- |
| 2 650 | 2 739 | 2 701 | 2 731 | 2 827 | 2 823 | 2 807 | 2 809 | 2 657 |

| 1962  | 1968  | 1975  | 1982  | 1990  | 1999  | 2006   | 2011   | 2016   |
| ----- | ----- | ----- | ----- | ----- | ----- | ------ | ------ | ------ |
| 2 741 | 3 000 | 3 278 | 5 222 | 6 788 | 9 458 | 11 442 | 11 886 | 11 417 |

| 2021   | 2022   | - | - | - | - | - | - | - |
| ------ | ------ | - | - | - | - | - | - | - |
| 12 839 | 12 986 | - | - | - | - | - | - | - |

## Économie
L'économie d'Auriol est fondée sur la viticulture, l'oléiculture et le commerce (centre commercial du Pujol).

## Culture locale et patrimoine

### Lieux et monuments
Monuments religieux
- L'église Saint-Pierre ;
- La chapelle Sainte-Catherine, accolée à l'église Saint-Pierre ;
- La chapelle Notre-Dame-de-Bon-Voyage ;
- La chapelle Notre-Dame de l'Olivier, au Moulin de Redon ;
- La chapelle Sainte Croix, sur sa colline dominant le village ;
- Les nombreux oratoires.

Monuments civils
- La Tour de l'Horloge, ancienne porte de ville, les restes des remparts et les rues de la vieille ville (rue Roumpe-Cuou) ;
- Le musée Martin Duby, ancienne mairie, et son escalier en fer à cheval ;
- Les anciens moulins : moulin Saint-Claude, devenu pôle culturel, moulin Plumier et sa cheminée ;
- La fontaine des Jumelles, rue Paroisse.

Sites
- L’Huveaune[27] et le parc de la Confluence, à l'entrée est du village ;
- La colline Sainte-Croix et son panorama ;
- Le vallon de Vède, les ruisseaux et les sources des Encanaux, la glacière ;
- Les dents de Roque-Fourcade (Roche fourchue).

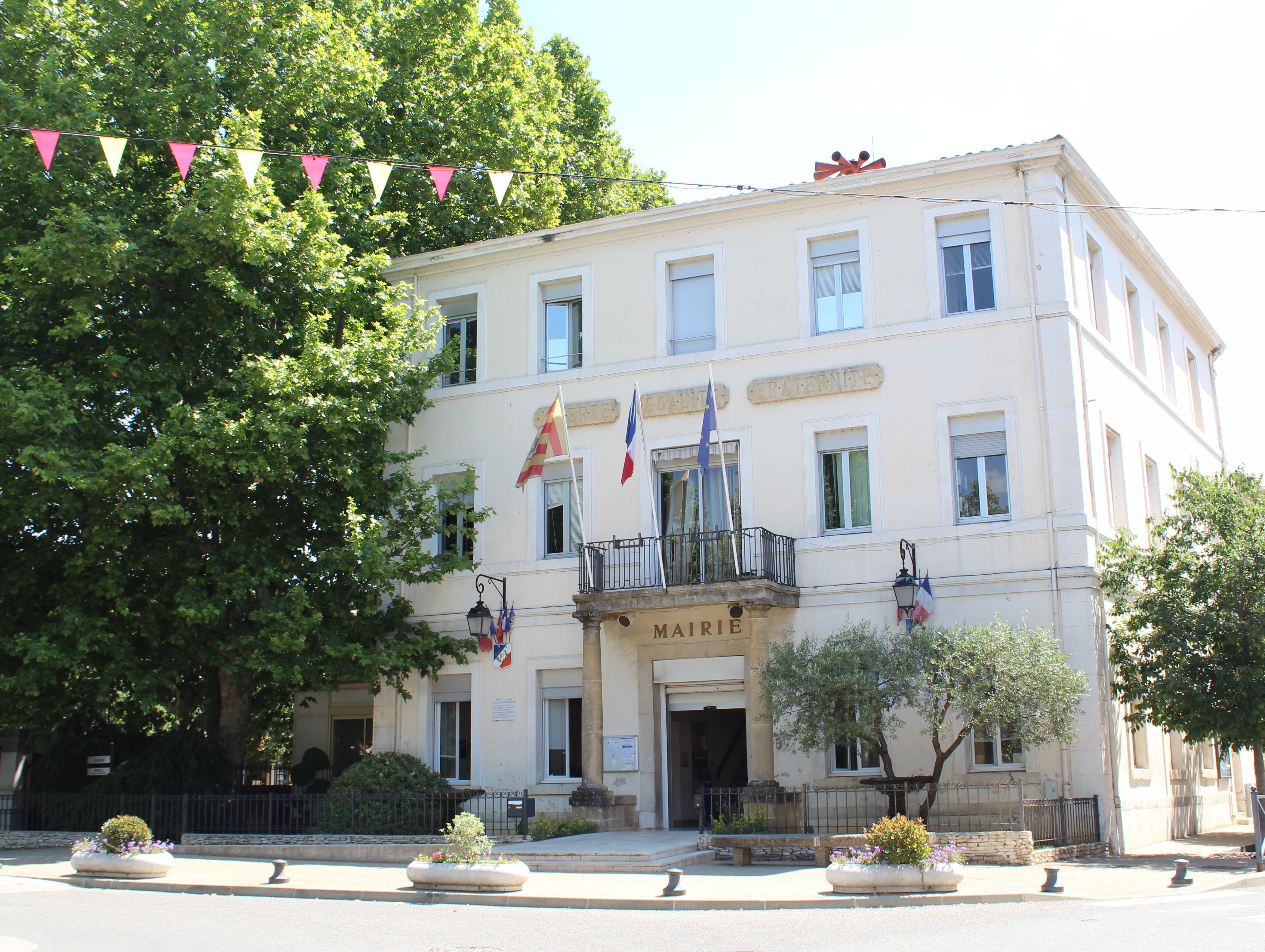
L'Hôtel de Ville.
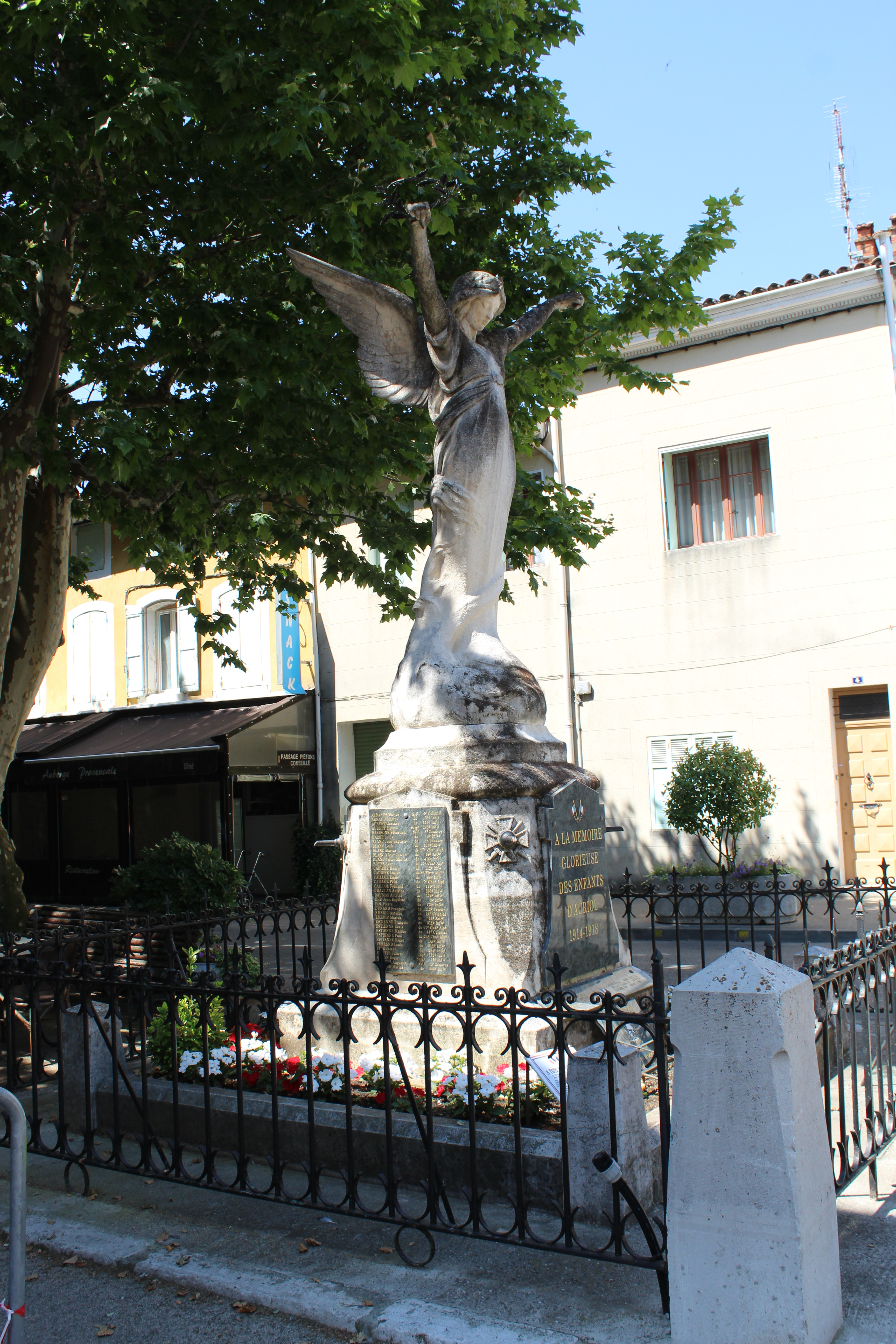
Le Monument aux Morts.
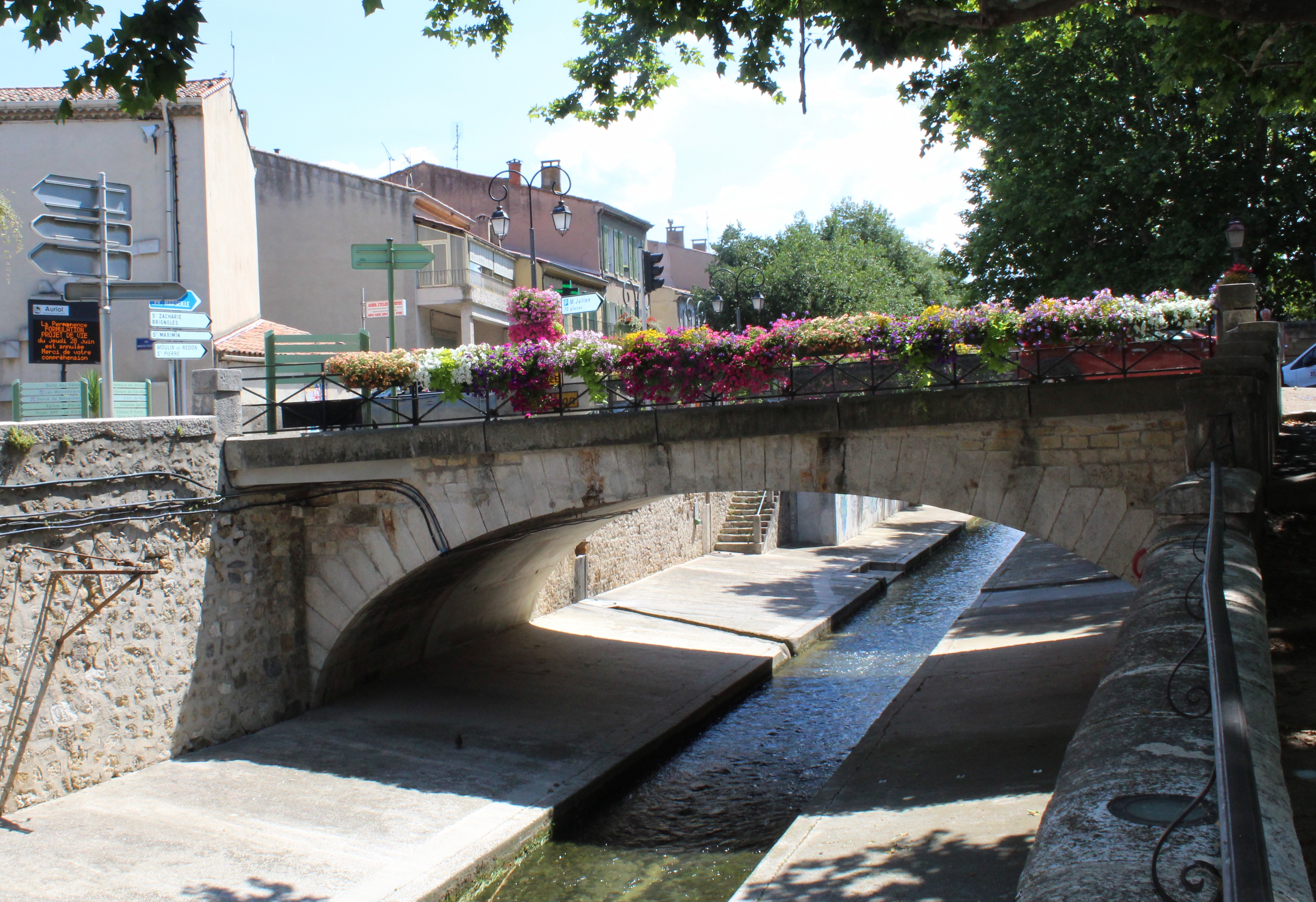
Pont sur l'Huveaune près de l'Hôtel de Ville.
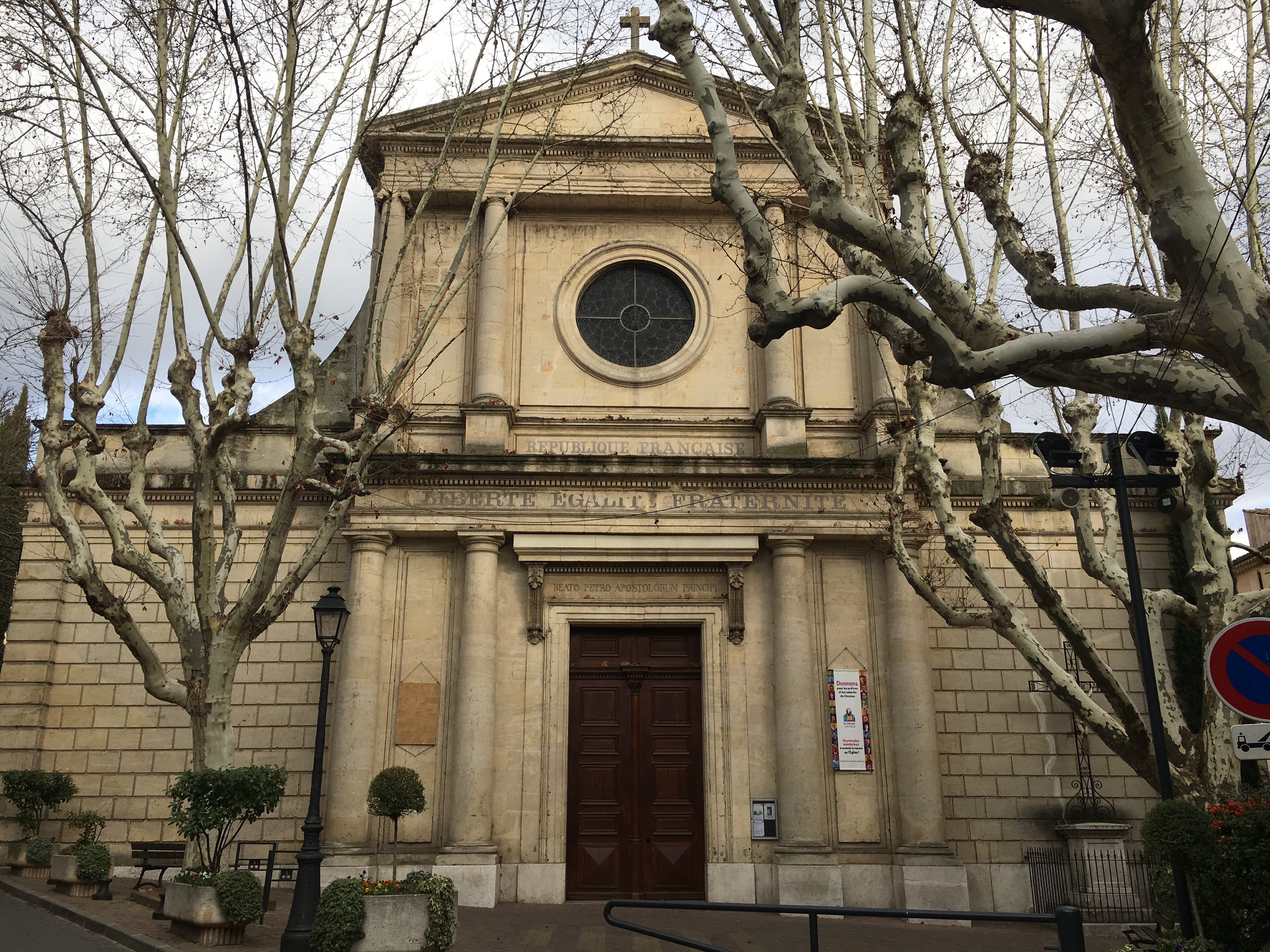
Façade de l'église Saint-Pierre.
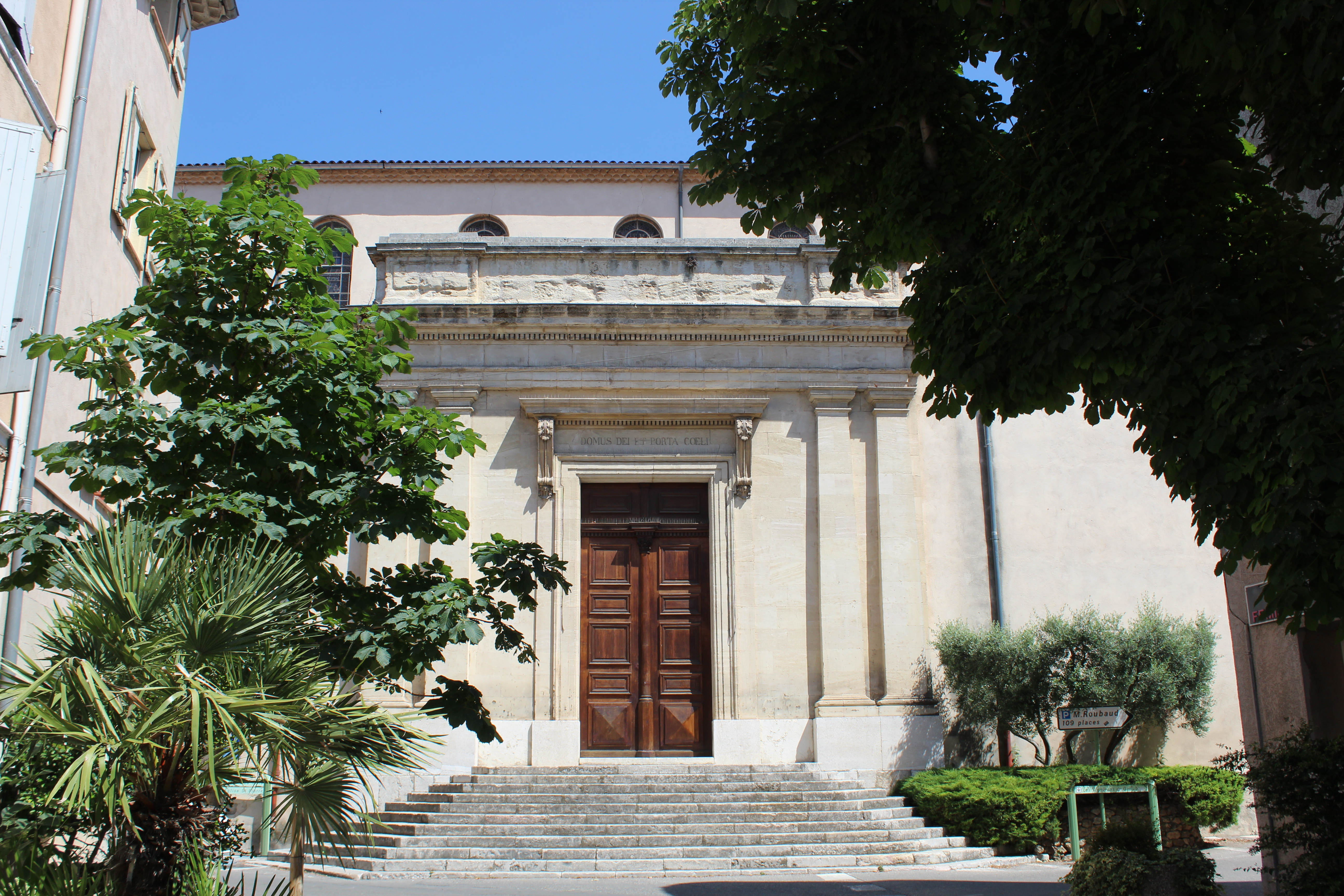
Portail latéral de l'église Saint-Pierre.
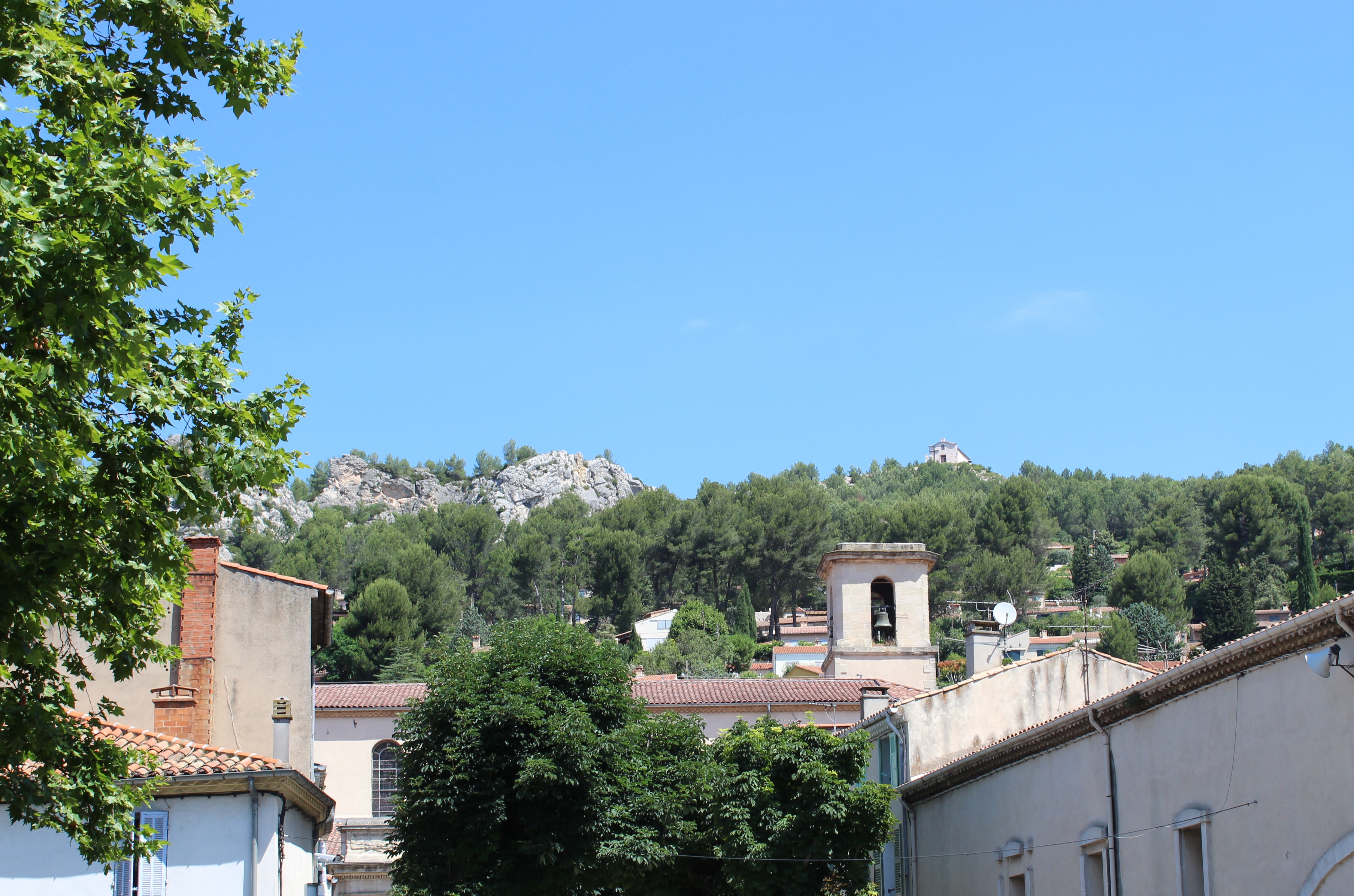
La chapelle Sainte-Croix qui domine la ville.
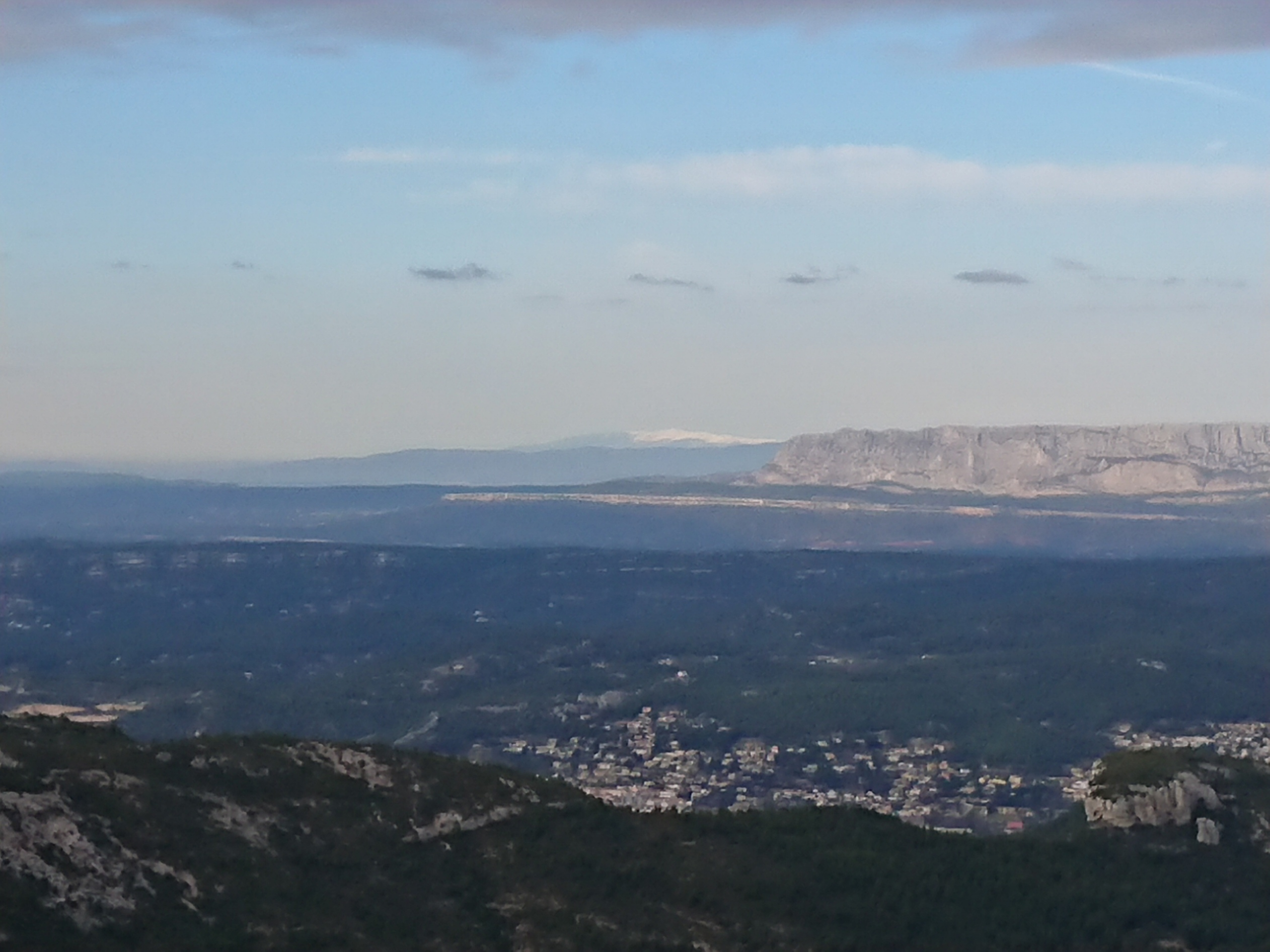
Auriol, vue du col de Roussargue, près du col de l'Espigoulier, dans l'axe de la Montagne Sainte-Victoire, du Luberon et du Mont Ventoux.

### Personnalités liées à la commune
- Abbé Jean-Joseph-Léandre Bargès °1810 - †1896, chanoine, savant orientaliste, académicien, professeur de latin, grec, arabe, hébreu et théologie, chevalier de la Légion d'honneur ;
- Théophile Bosq ° 1810 - † 1900, écrivain et journaliste français ;
- Alain Cantareil ° 1983 -    , footballeur français ;
- Mouss Diouf ° 1964 - † 2012, acteur franco-sénégalais, inhumé dans le cimetière de la commune ;
- Mathieu Flamini ° 7 mars 1984 à Marseille, joueur de football professionnel (OM, Arsenal, AC Milan…) ;
- Jean Marco Markovitch dit Marco Perrin ° 1927 - † 2014, acteur français d'origine serbe, inhumé dans le cimetière de la commune ;
- Charles Plumier ° 20 avril 1646 à Marseille - † 20 novembre 1704 (à 58 ans) à El Puerto de Santa María, botaniste, naturaliste, voyageur français.

### Héraldique
| Armes d'Auriol | Les armes peuvent se blasonner ainsi : D'argent à un oiseau appelé loriot au corps d'or à aile et queue noires, perché sur une branche d'arbre posée en bande d'argent. La description de l'ancien blason d'Auriol est : D'or à un oiseau appelé loriot de sinople sur une branche d'arbre posée en bande du même. |